# مقاطعة غارارد (كنتاكي)
مقاطعة غارارد (بالإنجليزية: Garrard County)‏ هي إحدى المقاطعات في ولاية كنتاكي في الولايات المتحدة الأمريكية.

## أعلام
- صموئيل د. ماكسويل
- إليجاه غيتس
- ويلارد ألين